# 16 maggio
Il 16 maggio è il 136º giorno del calendario gregoriano (il 137º negli anni bisestili). Mancano 229 giorni alla fine dell'anno.

## Eventi
- 218 – La Legione romana III Gallica, di stanza a Emesa, proclama imperatore Sestio Vario Avito Bassiano, che assume il nome di Marco Aurelio Antonino e passerà alla storia come Eliogabalo;
- 1204 – Baldovino IX di Fiandra viene incoronato primo imperatore dell'Impero latino d'oriente;
- 1527 – Gli abitanti di Firenze scacciano per la seconda volta i Medici, ristabilendo una forma di governo repubblicana;
- 1532 – Sir Thomas More si dimette dalla carica di Lord cancelliere d'Inghilterra;
- 1568 – Maria Stuarda fugge dalla Scozia;
- 1605 – Elezione di papa Paolo V;
- 1696 – Ad Amsterdam si tiene la vendita all'asta della collezione d'arte Dissius, nel cui catalogo sono citati e descritti per la prima volta la maggior parte dei dipinti conosciuti di Jan Vermeer;
- 1767 – Il pianoforte, inventato circa un secolo prima da Bartolomeo Cristofori, viene suonato per la prima volta nel Regno Unito al Teatro di Covent Garden di Londra in una rappresentazione de L'opera del mendicante di John Gay[1];
- 1770 – La quattordicenne Maria Antonietta d'Asburgo-Lorena sposa il quindicenne Luigi Augusto che diventerà successivamente re di Francia;
- 1792 – Inaugurazione del Gran Teatro la Fenice di Venezia con l'opera di Giovanni Paisiello I giuochi d'Agrigento;
- 1880 – Si svolgono le elezioni politiche generali per la 15ª legislatura;
- 1884 – Angelo Moriondo deposita il brevetto per la macchina del caffè espresso;
- 1897 – Inaugurazione del Teatro Massimo di Palermo con il Falstaff di Giuseppe Verdi;
- 1917 – Prima guerra mondiale: finisce la battaglia di Arras;
- 1918 – Finisce la guerra civile finlandese;
- 1919 – L'aereo NC-4 Curtiss della Marina statunitense compie il primo volo transoceanico da Trepassey a Lisbona passando per le Azzorre;
- 1920 – Giovanna d'Arco viene canonizzata a Roma da papa Benedetto XV;
- 1921 – A Viareggio si registrano scontri tra fascisti e socialisti durante i quali vengono uccisi due giovani;
- 1929 – A Hollywood, California, vengono consegnati per la prima volta gli Academy Awards, popolarmente noti come Premi Oscar;
- 1943
  - Termina la rivolta nel Ghetto di Varsavia;
  - Seconda guerra mondiale: Dambuster Raid della RAF contro le dighe della Germania;
- 1944 – I deportati Sinti e Rom del Campo di concentramento di Auschwitz danno vita a un'eroica insurrezione contro le SS;
- 1946 – Il criminale nazista Karl Eberhard Schöngarth, Brigadeführer delle SS, viene giustiziato mediante impiccagione nel carcere di Hamelin;
- 1948 – Chaim Weizmann viene eletto primo presidente di Israele;
- 1956 – Esce nei cinema statunitensi il film L'uomo che sapeva troppo di Alfred Hitchcock; la canzone diegetica nel film Que sera, sera diventerà una delle più celebri del XX secolo e cavallo di battaglia dell'attrice e cantante Doris Day;
- 1960
  - Nikita Chruščëv chiede le scuse ufficiali degli USA al presidente statunitense Dwight D. Eisenhower per il caso dei voli degli aerei spia U-2 sul cielo dell'Unione Sovietica;
  - Theodore Harold Maiman mette a punto il primo laser;
  - Primo volo transatlantico regolare tra l'Aeroporto Idlewild e Heathrow operato dalla El Al Israel Airlines;
- 1966 – I Beach Boys pubblicano il loro album Pet Sounds, considerato fra i migliori album della storia della musica pop[2];
- 1969 – Programma Venera: il Venera 5 sovietico atterra su Venere;
- 1974 – A Milano viene arrestato Luciano Liggio, mafioso siciliano detto la Primula Rossa, per la seconda volta: non uscirà più di prigione;
- 1975
  - L'India annette il Sikkim;
  - Junko Tabei diventa la prima donna a raggiungere la vetta del Monte Everest;
- 1983 – Va in onda il programma TV Motown 25 per celebrare i 25 anni dell'etichetta discografica Motown, e fra i vari ospiti della serata figura Michael Jackson che esegue Billie Jean: è la prima volta che canta la canzone in pubblico, la prima volta che esibisce il guanto glitterato, e la prima volta che esegue la mossa di danza nota come moonwalk[3];
- 1988 – USA: un rapporto sanitario di C. Everett Koop afferma che le proprietà additive della nicotina sono simili a quelle dell'eroina e della cocaina;
- 1992 – STS-49: lo Space Shuttle Endeavour rientra e atterra dopo il volo inaugurale;
- 2003 – A Casablanca 12 persone si fanno esplodere in una serie di attacchi terroristici attribuiti ad Al Qaida;
- 2004 – Dopoguerra iracheno: durante gli assalti dei ribelli, spronati dalla jihād dichiarata il 14 maggio da Muqtada al-Sadr, viene ferito da una scheggia di granata un lagunare, Matteo Vanzan, 23 anni. Morirà il giorno dopo;
- 2005 – Afghanistan: a Kabul viene rapita l'italiana Clementina Cantoni, collaboratrice di CARE International per il programma di aiuti alle vedove;
- 2006 – Viene presentato il MacBook, notebook Apple di fascia consumer;
- 2010 – L'Inter di José Mourinho vince lo Scudetto, al suo diciottesimo titolo, il quinto consecutivo.

## Nati
Ci sono circa 1 100 voci su persone nate il 16 maggio; vedi la pagina Nati il 16 maggio per un elenco descrittivo o la categoria Nati il 16 maggio per un indice alfabetico.

## Morti
Ci sono circa 480 voci su persone morte il 16 maggio; vedi la pagina Morti il 16 maggio per un elenco descrittivo o la categoria Morti il 16 maggio per un indice alfabetico.

## Feste e ricorrenze

### Civili
- Giornata internazionale della luce[4]
- Giornata mondiale della celiachia
- Giornata mondiale del vivere insieme in pace

### Religiose
Cristianesimo:
- Santi Abda ed Ebedieso, vescovi e martiri
- Sant'Alipio, vescovo
- Sant'Andrea Bobola, martire
- San Brendano di Clonfert, detto "il Navigatore"
- San Carantoco, vescovo
- Santi Felice e Gennadio, martiri
- San Fidolo, sacerdote
- Santi Fiorenzo e Diocleziano, martiri
- San Germerio di Tolosa, vescovo
- San Giovanni Nepomuceno, martire
- Sant'Onorato di Amiens, vescovo
- San Pellegrino di Auxerre, vescovo e martire
- San Possidio, vescovo
- San Possidonio, vescovo
- Santi 44 monaci della laura di San Saba, martiri in Palestina
- Sant'Ubaldo Baldassini, vescovo
- San Vukasin di Klepci, martire
- Beato Adamo degli Adami, abate
- Beato Adamo di Fermo, confessore
- Beato Ludovico della Pietà, mercedario
- Beato Michał Woźniak, sacerdote e martire
- Beato Simone Stock, religioso
- Beato Vitalij Bajrak, sacerdote e martire
- Beato Vladimir Ghika, sacerdote e martire